# Arpi Fossae
Le Arpi Fossae sono una struttura geologica della superficie di Dione.